# Eduard Cöster
Eduard Cöster (* 14. April 1814 in Bad Hersfeld; † 1. November 1886 in Frankfurt am Main) war ein deutscher Obergerichtsanwalt und Vizepräsident der kurhessischen Ständeversammlung.

## Leben
Karl Cöster wurde als Sohn des Landrats Georg Friedrich Christoph Coester (1780–1839) und dessen Ehefrau Luise Dithmar (1798–1854) geboren.
Nach dem Studium der Rechtswissenschaften war er als Rechtsanwalt beim Obergericht Hanau tätig und hatte 1849 ein Mandat für die kurhessische Ständeversammlung (12. Landtag), gewählt für den Demokratischen Verein, Wahlbezirk Hanau (Stadt).
Im 13. Landtag war er 1850 Vizepräsident der Ständeversammlung, die den verhassten Minister Ludwig Hassenpflug stürzen wollte und mit einer Steuerverweigerung reagierte. Der Kurfürst Friedrich Wilhelm I.
löste daraufhin am 12. Juni 1850 die Ständeversammlung auf. 

### Familie
Sein jüngerer Bruder Karl (1815–1879) war Mitglied des Preußischen Abgeordnetenhauses.
Eduard war verheiratet mit Emilie Auguste Goerck (1825–1906). Aus der Ehe ging der Sohn Eduard (* 8. Juni 1865) hervor, der Ostern 1886 das Abitur am städtischen Gymnasium Frankfurt machte.

### Sonstiges
Cöster war Prokurist in der Wetterauischen Gesellschaft für die Gesamte Naturkunde zu Hanau
1850 war er vor dem Hanauer Schwurgericht der Verteidiger eines der Mörder von Hans von Auerswald und Felix von Lichnowsky, die bei den Septemberunruhen 1848 von Aufständischen ermordet wurden.